# Dawny kościół i klasztor Dominikanów w Łańcucie
Dawny kościół i klasztor Dominikanów – dawny zespół klasztorny znajdujący się w Łańcucie, w województwie podkarpackim. Obecnie siedziba oddziału PTTK.
Klasztor jest murowaną budowlą wzniesioną z kamienia i cegieł i założoną na planie zbliżonym do kwadratu, razem z kościołem tworzy czworokąt z wirydarzem pośrodku. Miał dawniej obronny charakter, świadczy o tym stroma skarpa od strony zachodniej oraz mury o grubości 2 metrów.
Dawny kościół posiadał wcześniej jedną nawę i sklepienie i był zwrócony w stronę zachodnią półkolistym prezbiterium, ale w XIX wieku został całkowicie przebudowany i przedzielony stropem na dwie kondygnacje, z których górna mieści Dom Wycieczkowy PTTK. Elewacja frontowa, czyli wschodnia świątyni posiada parę pilastrów toskańskich, między którymi był umieszczony portal wejściowy do świątyni. 
Na parterze dawnego klasztoru znajduje się sklepienie kolebkowe z lunetami oraz wejście z sienią przelotową prowadzące między innymi na wirydarz, gdzie na środku był umieszczony grób syna Stanisława Stadnickiego zwanego Diabłem Łańcuckim. 
Nowy kościół i klasztor został wzniesiony przez Teodora Lubomirskiego w 1657 roku, po spaleniu miasta przez wojska Rakoczego. Kolejny pożar miasta i klasztoru w 1820 roku spowodował przeprowadzkę Dominikanów do Dzikowa, a cały kompleks został przejęty i gruntownie przebudowany przez rząd austriacki, który umieścił w nim szpital wojskowy, który funkcjonował w tym miejscu przez 100 lat. Od 1919 roku kompleks był siedzibą różnych instytucji i urzędów państwowych. W 1968 roku zespół został przekazany w użytkowanie wieczyste na okres 99 lat Oddziałowi PTTK w Łańcucie. W latach 1968–1972 PTTK przeprowadziło w nim kapitalny remont i zaadaptowało pomieszczenia na dom wycieczkowy, restaurację, biuro obsługi ruchu turystycznego, koło przewodników.